# Veda Ann Borg
Veda Ann Borg (11 de enero de 1915-16 de agosto de 1973) fue una actriz estadounidense de cine y televisión.

## Primeros años
Nacida en Boston, Massachusetts, Borg fue hija de Gottfried Borg, un inmigrante sueco, y de Minna Noble. Se hizo modelo en 1936 antes de conseguir un contrato con Paramount Pictures. 

## Cine
Poco después de que Borg firmara con la Paramount, funcionarios del estudio decidieron cambiarle el nombre a Ann Noble. Sin embargo, un artículo de periódico informó: "La Srta. Borg sostuvo que su nombre propio describe mejor su personalidad que Ann Noble". Su argumento tuvo éxito y mantuvo su nombre.
Apareció en más de 100 películas, como Mildred Pierce, Chicken Every Sunday, Quiéreme o déjame, Guys and Dolls, Thunder in the Sun, You're Never Too Young y El Álamo, en la que interpretó a la ciega Nell Robertson.

## Televisión
Borg comenzó a aceptar papeles en la televisión cuando surgió este nuevo medio. De 1952 a 1961, apareció en programas como Alfred Hitchcock presenta, General Electric Theater, The 20th Century Fox Hour, The Abbott and Costello Show, The Restless Gun, Bonanza, The Red Skelton Show, Aventuras de Superman, Wild Bill Hickok y Mr. and Mrs. North entre muchos otros. A principios de 1953, fue la primera actriz elegida como "Honeybee Gillis" en la serie de televisión The Life of Riley, reemplazada poco después por Marie Brown y luego por Gloria Blondell.

## Vida personal
Tras un accidente de tráfico en 1939, necesitó reconstrucción facial mediante cirugía plástica.
Estuvo casada con Paul Herrick (1942) y con el cineasta Andrew V. McLaglen (1946-1958), con quien tuvo un hijo: Andrew Victor McLaglen II (3 de agosto de 1954-16 de enero de 2006). Ambos matrimonios terminaron en divorcio.
Borg fue una demócrata que apoyó la campaña de Adlai Stevenson durante las elecciones presidenciales de 1952.
Murió de cáncer en Hollywood en 1973, a la edad de 58 años. Fue cremada y sus cenizas fueron esparcidas en el mar.